# Pterocomma bicolor
Pterocomma bicolor är en insektsart som först beskrevs av Oestlund 1887.  Pterocomma bicolor ingår i släktet Pterocomma och familjen långrörsbladlöss. Inga underarter finns listade i Catalogue of Life.